# مریا (ازورگتی)
مریا (گرجی: მერია) یک روستا در شهرداری ازورگتی ناحیه گوریا در غرب گرجستان است.